# Atlantis Underwater Tycoon
Atlantis Underwater Tycoon là một game mô phỏng xây dựng thành phố dưới nước giúp người chơi hóa thân thành những tay tài phiệt mô phỏng thiết kế và quản lý thời gian thực của một nền văn minh dưới nước. Game do studio Anarchy Enterprises của Mỹ phát triển và được hãng Activision Value phát hành vào ngày 21 tháng 3 năm 2003 cho Microsoft Windows.
Atlantis Underwater Tycoon còn được coi là tựa game mô phỏng xây dựng đầu tiên lấy bối cảnh dưới nước.

## Lối chơi
Trong Atlantis Underwater Tycoon, người chơi có thể chọn chơi theo nhiệm vụ hoặc màn chơi có môi trường kiểu sandbox (chơi tự do) nhằm khởi đầu quá trình xây dựng thuộc địa dưới nước của riêng mình. Người chơi được phép chọn vào vai một nhân vật tài phiệt với những đặc điểm tích cực và tiêu cực của riêng họ, chẳng hạn như cung cấp tiền thưởng khởi điểm, hoặc có thái độ đáng khinh đối với đời sống dưới nước.
Người chơi khởi đầu game ở vùng đáy đại dương với khu căn cứ chính và số tiền mặc định. Sau đó, người chơi bành trướng thuộc địa dưới nước bằng cách xây dựng nhà dân, khu tiện ích, công trình thương mại, công nghiệp, du lịch và quân sự khác nhau đều được mở rộng ra bên ngoài khu căn cứ chính theo thiết kế có lợi cho đáy đại dương, liên kết với các ống khí và cải tạo địa hình đáy biển nếu cần thiết. Người chơi có thể thu thập và lưu trữ hàng hóa được khu thương mại và khu công nghiệp sản xuất trong nhà kho và đem bày bán trên thị trường. Người chơi còn được phép lai tạo động vật hoang dã mới rồi đem thả chúng vào sinh sống trong vùng biển của thành phố, chẳng hạn như cá heo hoặc cá mập, cũng như tạo ra các loại phương tiện chạy dưới nước dạo chơi quanh quẩn trong thành phố. Khi thành phố dần phát triển, hình thành nên một loạt công trình và khu dân cư sầm uất. Những công trình như vậy bao gồm khu bảo tồn cá voi, bể nuôi rùa biển, trung tâm mua sắm, giàn khoan dầu và nhà tù. Những công trình mới và tốt hơn mang lại nhiều người dân và khách du lịch hơn, tạo ra nhiều thu nhập hơn cho cả thành phố. Theo thời gian, những công trình cũ kỹ có thể bị phá bỏ để nhường chỗ cho những công trình mới. Vào giai đoạn cuối trong game, người chơi có thể mở khóa khả năng xây dựng các công trình của nền văn minh Atlantis.
Ngoài việc phải quản lý các khía cạnh kinh tế trong game ra, người chơi còn phải đối mặt với hiểm họa cướp biển đối phương quấy phá và kẻ địch của người Atlantis tấn công, cũng như đối phó với các thảm họa thiên nhiên dưới nước. Do vậy người chơi cần phải tuyển mộ đội tàu quân sự và quân phòng vệ Atlantis thân thiện nhằm phòng tránh trước các cuộc tấn công như vậy. Người chơi còn có thể điều khiển các công trình quân sự, chẳng hạn như đại bác siêu thanh và dàn phóng tên lửa, rồi pháo kích vào tàu bè của quân địch đẩy những mảnh vỡ văng ra giúp phá hủy đoàn tàu này nhanh hơn.
Nhìn chung, người chơi chỉ cần ngăn thành phố khỏi bị tổn hại bằng cách đề phòng quân thù xâm lược và thiên tai, đồng thời quản lý các hoạt động kinh doanh của thành phố sao cho dân cư cảm thấy hạnh phúc, du lịch và đời sống dưới biển có thể phát triển thịnh vượng, đồng thời tránh xa việc để thành phố vướng vào những rắc rối về mặt tài chính.

## Đón nhận
Atlantis Underwater Tycoon được giới phê bình tán dương vì phần hình ảnh được hoàn thiện tốt và bản nhạc dưới nước tràn trề sinh lực. Khả năng soi từng công trình kiến trúc và ngắm nhìn mọi người trong hộp đêm và rạp chiếu phim cũng là một điểm cộng tuyệt vời. Sự miêu tả trực quan về ngày và đêm từ những tia sáng chiếu xuống thành phố cũng tạo ra hiệu ứng cảnh quan đẹp mắt. Những khoảnh khắc nóng bỏng trong game có thể là do thời điểm khi thành phố thịnh vượng của người chơi "[bị] quân địch tấn công và người chơi đáp trả tung ra một đòn phản công để tránh mọi công sức của mình đổ sông, đổ biển."
Một nhà phê bình game cho biết điểm yếu lớn nhất của tựa game này nằm ở chỗ thiếu đi sự đa dạng trong công việc xây dựng mô hình và tài nguyên.